# Глорія Піццікіні
Глорія Піццікіні (італ. Gloria Pizzichini; нар. 24 липня 1975) — колишня італійська тенісистка.
Найвищу одиночну позицію світового рейтингу — 45 місце досягла 18 листопада 1996, парну — 90 місце — 22 вересня 1997 року.
Здобула 1 одиночний та 6 парних титулів.
Найвищим досягненням на турнірах Великого шолома було 3 коло в одиночному та парному розрядах.
Завершила кар'єру 2005 року.

## Фінали турнірів WTA

### Одиночний розряд:1 перемога
| Легенда                       |
| Tier I                        |
| Tier II                       |
| Tier III                      |
| Турніри IV-ї та V-ї категорій |

| Результат | Дата     | Турнір                             | Покриття | Суперниця     | Рахунок  |
| --------- | -------- | ---------------------------------- | -------- | ------------- | -------- |
| Перемога  | Тра 1996 | "M" Electronika Cup 1996, Хорватія | Ґрунт    | Сільвія Талая | 6–2, 6–0 |

## Фінали ITF
| турніри $100,000 |
| турніри $75,000  |
| турніри $50,000  |
| турніри $25,000  |
| турніри $10,000  |

### Одиночний розряд: 12 (6–6)
| Результат | Ранг | Дата            | Турнір                       | Покриття   | Суперниця         | Рахунок       |
| --------- | ---- | --------------- | ---------------------------- | ---------- | ----------------- | ------------- |
| Перемога  | 1.   | 1 квітня 1991   | ITF Барі, Італія             | Ґрунт      | Зузана Вітзова    | 6–2, 6–0      |
| Поразка   | 1.   | 22 липня 1991   | ITF Сецце, Італія            | Ґрунт      | Джиневра Муньяїні | 3–6, 2–6      |
| Перемога  | 2.   | 7 вересня 1992  | ITF Арцакена, Італія         | Ґрунт      | Лінда Феррандо    | 6–3, 6–4      |
| Перемога  | 3.   | 11 лютого 1996  | ITF Mar del Plata, Аргентина | Ґрунт      | Амелі Кокто       | 6–2, 6–4      |
| Поразка   | 2.   | 25 лютого 1996  | ITF Богота, Колумбія         | Ґрунт      | Фабіола Сулуага   | 4–6, 3–6      |
| Перемога  | 4.   | 27 липня 1997   | ITF Стамбул, Туреччина       | Тверде     | Седа Норландер    | 0–6, 6–4, 7–6 |
| Перемога  | 5.   | 21 березня 1999 | Ортізеї, Італія              | Тверде (i) | Андреа Масарикова | 6–2, 6–0      |
| Перемога  | 6.   | 11 квітня 1999  | ITF Черіньола, Італія        | Тверде     | Ліза Фріц         | 7–6(3), 6–1   |
| Поразка   | 3.   | 5 вересня 1999  | ITF Сполето, Італія          | Ґрунт      | Маркета Кохта     | 2–6, 6–7      |
| Поразка   | 4.   | 19 вересня 1999 | ITF Бордо, Франція           | Ґрунт      | Любомира Бачева   | 6–3, 4–6, 3–6 |
| Поразка   | 5.   | 26 березня 2000 | ITF Таранто, Італія          | Ґрунт      | Марта Марреро     | 4–6, 4–6      |
| Поразка   | 6.   | 23 липня 2000   | ITF Фонтанафредда, Італія    | Ґрунт      | Ева Бес           | 4–6, 1–6      |

### Парний розряд: 10 (6–4)
| Результат | Ранг | Дата            | Турнір                        | Покриття | Партнерка                | Суперниці                           | Рахунок       |
| --------- | ---- | --------------- | ----------------------------- | -------- | ------------------------ | ----------------------------------- | ------------- |
| Поразка   | 1.   | 7 серпня 1989   | ITF Ериче, Італія             | Ґрунт    | Луціє Коржинкова         | Крістіна Сальві Алессія Везувіо     | 6–3, 2–6, 3–6 |
| Перемога  | 1.   | 17 серпня 1992  | ITF Сполето, Італія           | Ґрунт    | Флора Перфетті           | Сандра Допфер Мая Живеч-Шкуль       | 1–6, 6–2, 6–1 |
| Перемога  | 2.   | 20 березня 1995 | ITF Кастельйон, Іспанія       | Ґрунт    | Сара Вентура             | Зузана Немшакова Татьяна Зеленайова | 6–3, 6–3      |
| Поразка   | 2.   | 17 квітня 1995  | ITF Мурсія, Іспанія           | Ґрунт    | Федеріка Бонсіньйорі     | Маріана Еберле Вероніка Стеле       | 5–7, 2–6      |
| Перемога  | 3.   | 3 липня 1995    | ITF Сецце, Італія             | Ґрунт    | Лаура Гарроне            | Ленка Немечкова Мая Живеч-Шкуль     | 7–6, 6–2      |
| Поразка   | 3.   | 24 липня 1995   | ITF Вальядолід, Іспанія       | Ґрунт    | Сара Вентура             | Луїс Флемінг Хрістіна Пападакі      | 6–1, 2–6, 5–7 |
| Перемога  | 4.   | 28 липня 2001   | ITF Чивітанова, Італія        | Ґрунт    | Антонелла Серра-Дзанетті | Хісела Дулко Едіна Галловіц-Халл    | 6–3, 3–6, 6–1 |
| Перемога  | 5.   | 15 вересня 2001 | ITF Реджо-Калабрія, Італія    | Ґрунт    | Марет Ані                | Еухенія Чіальво Хісела Рієра        | w/o           |
| Перемога  | 6.   | 15 червня 2002  | ITF Градо, Італія             | Ґрунт    | Гана Шромова             | Сандра Начук Наташа Рандріантефі    | 6–3, 7–5      |
| Поразка   | 4.   | 14 травня 2005  | ITF Казале-Монферрато, Італія | Ґрунт    | Каталін Мароші           | Жоана Кортез Роксане Вайзенберг     | 2–6, 0–6      |